# Участь Салема
«Участь Салема» (англ. Salem’s Lot) — телевизионный фильм, состоящий из двух частей, снятый режиссёром Микаэлем Саломоном в 2004 году. Экранизация романа Стивена Кинга «Салемов Удел».

## Сюжет
Действие фильма начинается с того, что Бен Маэрс (Роб Лоу) нападает на священника Дональда Каллахэна в приюте для бездомных. Они дерутся, Бен настигает священника, тот стреляет в него, и они оба падают из окна третьего этажа на припаркованную машину. В больнице Бен начинает рассказывать санитару свою историю и причину, по которой он напал на священника. С этого момента начинает разворачиваться основная часть истории.
Бен вспоминает то время, когда он был успешным писателем. Бен решает вернуться в родной город, Салемов Удел, намереваясь написать роман. В городском кафе он рассказывает Сьюзан Нортон, которая работает там официанткой, что в детстве ходил в дом Марсдена. Местная легенда гласила, что жилище проклято, а хозяин похищал и убивал детей. Однажды, забравшись в дом, Бен услышал, как владелец дома просил сохранить ему жизнь. Бен считает, что он также слышал голос последней жертвы Марсдена, но был так напуган, что не мог на тот момент ничего сделать. Бен планирует арендовать и изучить дом, чтобы собрать материал для своего нового романа, но узнает, что он уже продан Ларри Крокеттом двум антикварам, Ричарду Страйкеру (Дональд Сазерленд) и Курту Барлоу (Рутгер Хауэр).
Когда Крокетт, местный предприниматель, видит, как его дочь Рути заигрывает с мусорщиком Дуд, который работает на него, он решает его немедленно уволить. Эви, владелица гостиницы, в которой остановился Бен, будучи подростком, развлекалась, ведя любовную переписку с Хью Марсденом. Водитель школьного автобуса — садист, который любит пытки и издевательства, заставляет детей ходить пешком, выгоняя их из автобуса. Барлоу — старый вампир, который использует свои знания, чтобы соблазнять людей и обращать их. Вскоре после ночной вылазки в дом водителя автобуса умирает один из двух братьев, мальчишек, которые забрались в автобус и нашли в нём жуткие фотографии. Разнорабочий Маёк Раерсон хоронит мальчика, но внезапно заболевает и умирает, но затем возвращается ночью со швами на грудной клетке, даже не понимая что он умер, к своему школьному учителю Метту Берку (Андре Брауэр) и пытается его соблазнить. Тот спасается от него, но получает сердечный приступ. Метт рассказывает обо всем Бену в больнице и убеждает его проверить, тот видит воскрешение умершей недавно вдовы вместе с доктором, который получает укус. Бен с остальными, доктором Коди (Роберт Маммоне), отцом Каллахэном и Марком Петри начинают охотиться на вампиров. Оказывается, что Сьюзен Нортон тоже обратилась, но Бен не может убить её, предлагая убить Барлоу, потому что есть шанс спасти остальных, включая Сьюзен.
Отец Каллахан пытается противостоять Барлоу в одиночку, но его вера оказывается слаба. Барлоу вынуждает Каллахана пить свою кровь, превращая Каллахана в своего раба. Ларри Крокетт, который пригласил вампира в город, видит, что его дочь добровольно обратилась в вампира в ночное время.
В ходе охоты погибают Коди и Берк, а Крокетт, который отказывается присоединиться к Бену и Марку, чтобы найти свою дочь, убил и сжёг приятеля дочери и других вампиров, но не превратился в одного из них. Марку и Бену удалось уничтожить Барлоу, но прежде Барлоу говорит Бену, что они одинаковые, он тоже вампир, потому что питается людскими слабостями — он пишет об этом. Кроме того, Бен узнаёт, что, несмотря на смерть Барлоу, остальные, включая Сьюзен, остаются вампирами. Она рассказывает ему, что мальчик, которого ему не удалось спасти, был к тому моменту мёртв, а то, что он слышал, был он сам, а значит он ни в чём не виноват. Когда Сьюзан решается напасть на Марка, Бен вынужден убить её. В конце концов Бен и Марк поджигают дом Марсдена, они уезжают, за ними в погоню отправляется водитель автобуса, которого уже обратили его малолетние пассажиры, но врезается в автозаправку и взрывается. Пожар распространяется по всему городу, Калахан проклинает Бена и обещает отомстить, так как теперь у вампиров нет крыши над головой, а солнце их убивает.
Когда Бен заканчивает свою историю, санитар потрясён услышанным, он напуган и вдруг понимает, что у Бена есть сообщник. Он убегает, врывается в палату священника, но обнаруживает, что тот уже мёртв, на его лице лежит подушка. Пока он отсутствует, Марк проскальзывает в комнату Бена, чтобы сказать ему, что всё кончено, после чего Бен глубоко вздыхает, и его сердце останавливается. Санитар ловит Марка возле запертой двери, но, подумав немного, решает отпустить его.

## В ролях
| Актёр             | Роль                        |
| ----------------- | --------------------------- |
| Роб Лоу           | Бэн Мэйерс                  |
| Дэн Бёрд          | Марк Петри                  |
| Рутгер Хауэр      | Курт Барлоу                 |
| Дональд Сазерленд | Ричард Стрэйкер             |
| Джеймс Кромвелл   | священник Дональд Каллахан  |
| Андре Брауэр      | Мэтт Берк                   |
| Саманта Мэтис     | Сьюзэн Нортон               |
| Роберт Маммоне    | доктор Джеймс (Джимми) Коди |
| Энди Андерсон     | Чарли Роудс                 |
| Роберт Грубб      | Ларри Крокетт               |
| Стивен Видлер     | шериф Паркинс               |
| Брендан Коуэлл    | Дад Роджерс                 |
| Пенни Макнэми     | Рут Крокетт                 |

## Награды
2 премии Австралийского Общества киноопеpаторов (Австралия): премия «Оператор года» и премия «Золотой треножник» по разделу ТВ.
2 номинации на премию «Сатурн» (США) по разделу ТВ: телепроект (уступил фильму Брайана Хенсона «На краю Вселенной: Войны миротворцев» («Галактическая война»)) и актриса второго плана (Саманта Мэтис — уступила Аманде Тэппинг за сериал «Звездные врата СГ-1»).
Номинация на премию «Эмми» (США) по разделу мини-сериала, телефильма или специальной программы за музыку (Кристофер Гордон и Лиса Джеррард — уступили Брюсу Браутону за фильм «Теплые источники»).
Номинация на премию «Юный артист» (США) по разделу телефильма, мини-сериала или специальной программы за игру юного актёра в главной роли (Дэниел Бёрд — уступил Коди Аренсу за фильм «Песнь прерий»).
Номинация на премию Американского Общества кинооператоров (США) за выдающиеся достижения в съемках телефильма или мини-сериала (Бен Нотт — уступил Робби Гринбергу за фильм «Железнозубые ангелы»).
2 номинации на премию «Экранная музыка» (Австралия): музыка в мини-сериале или телефильме (Кристофер Гордон и Лиса Джеррард — уступили Алану Джону за фильм «Акулья сеть») и саундтрек-альбом (Кристофер Гордон и Лиса Джеррард — уступили Айве Дэвису, Кристоферу Гордону и Ричарду Тоньетти за фильм «Хозяин морей: На краю Земли»).

## Съёмки
- Фильм не ремейк телефильма Тоба Хупера «Салемские вампиры» (1979), а повторная экранизация романа Стивена Кинга.
- В съёмках массовых сцен принимало участие около 300 статистов.
- Фильм был полностью снят в Австралии.
- В фильме не раскрывается происхождение названия вымышленного городка в штате Мэн, давшего заглавие роману и его экранизации: Салимов Удел (Salem’s Lot) — это сокращение от Иерусалимов Удел (Jerusalem’s Lot). Вот как объясняется это название в оригинальном романе:

Своё странное название городок получил вследствие весьма прозаических событий. Одним из самых первых здешних обитателей был суровый долговязый фермер по имени Чарльз Белнэп Таннер. Он держал свиней и одного из самых крупных хряков назвал Иерусалимом. Однажды во время кормежки Иерусалим вырвался из загона, скрылся в ближайшем лесу, одичал и озлобился. Не один год спустя Таннер предостерегал ребятню держаться подальше от его собственности. Он перегибался через ворота и зловещим голосом каркал: «Коли не хочите, чтоб вам кишки выпустили, держитеся подале от Ерусалимова леса, подале от Ерусалимова удела!» Предостережение прижилось, название — тоже. Это мало что доказывает — вот разве только что в Америке и свинья может стремиться к бессмертию.
- Варианты названия фильма в разных странах: «Салем» (Salem) (Франция), «Стивен Кинг: Салемс-Лот» (Stephen King: Salem’s Lot) (ФРГ), «Салемские вампиры» (Les vampires de Salem) (Бельгия), «Вампиры из Салемс-Лота» (Греция), «Жребий» и «Участь Салема» (Россия).